# Johann Christian Daniel Wildt
Johann Christian Daniel Wildt (geboren 29. Juli 1770 in Hannover; gestorben 1. April 1844 ebenda) war ein deutscher Mathematiker und Hochschullehrer.

## Leben
Wildt studierte an der Universität Göttingen, an der er 1793 mit dem Mag. phil. schloss. Ab demselben Jahr unterrichtete er als Privatdozent und publizierte teils in lateinischer, teils in deutscher Sprache. 1795 trat er zunächst eine Stelle als Assessor an der Göttinger Philosophischen Fakultät an, um ab 1797 dort als ao. Professor zu wirken. In der sogenannten „Franzosenzeit“ lehrte er von 1811 bis 1813 als Professor der mathematischen Naturwissenschaften an der Artillerie- und Ingenieurschule in Kassel (franz.: „École royale de l’Artillerie et du Génie“) und übte von 1813 bis 1817 wieder seine außerordentliche Professur in Göttingen aus.
Ab 1817 arbeitete Wildt als Münzbuchhalter in Hannover, wo er 1844 im Alter von 63 Jahren starb.

## Schriften (Auswahl)
- Gedanken über Inhalt und Anordnung mathematischer Vorlesungen als Anzeige derselben. 1793
- Logik und allgemeine Encyclopädie der Wissenschaften im Grundriß. 1801